# Sancho García
Sancho Garcés (* um 965; † 5. Februar 1017) war von 995 bis 1017 Graf von Kastilien.

## Leben
Sancho war der Sohn von García Fernández, Graf von Kastilien und der Ava von Ribagorza, einer Tochter von Raimundo II., Graf von Ribagorza. Er folgte 995 nach dem Tod seines Vaters als Graf von Kastilien. Zu Beginn seiner Amtszeit herrschte Frieden mit dem Kalifat von Córdoba, Sancho wurde jedoch von Almansor 1000 in der Schlacht von Cervera besiegt. Nach dem Tod Almansors, 1002, war das Kalifat von stetigen Kämpfen um die Herrschaft geprägt, was es Sancho erlaubte, 1009 an der Seite der Sulaiman al-Mustain unterstützenden Berber in den Kampf um Córdoba einzugreifen. Sancho gelang es, die Grenze im Süden entlang des Duero zu stabilisieren. Sancho reorganisierte Kastilien, erließ Stadtrechte (Fueros) und gründete 1011 das Kloster San Salvador de Oña, wo er nach seinem Tod 1017 bestattet wurde. Sein Sohn García folgte ihm als Graf von Kastilien.

## Familie
Sancho heiratete 985/95 Urraca († 1038). Ihre Herkunft ist unsicher. Sie hatten fünf Kinder.
- Munia Mayor (Muniadona) (* 990/5; † nach 1036) ⚭ (vor 1011) König Sancho III. von Navarra (* um 990; † 1035)
- Fernando Sánchez (* 995/7; † vor 999)
- Tigridia Sánchez (* 998; † nach 1029) Äbtissin von San Salvador de Oña
- Sancha Sánchez (* 1006/7; † 1026) ⚭ (1021) Berengar Raimund I. Graf von Barcelona (* 1005; † 1035)
- García Sánchez (* 1009; † 1029) ab 1017 Graf von Kastilien